# Campeonato de División Intermedia 1922 de la AAmF (Argentina)
El Campeonato de División Intermedia 1922 fue el torneo que constituyó la duodécima edición de la División Intermedia y la vigésimo cuarta temporada de la segunda división de Argentina en la era amateur. Fue organizado por la Asociación Amateurs de Football.
El certamen contó con ocho nuevos participantes: Villa Crespo, campeón de Segunda División; Rañó, subcampeón y ganador de la Zona Oeste; Charley, Hamilton y Leandro N. Alem, promovidos de la misma división; Wilde, escisión del club de la AAF; y Honor y Patria y Zonda, afiliados.
El torneo coronó campeón por primera vez a Argentino del Sud, luego de que el Consejo de Neutrales fallara a favor del club en el partido ante Rivadavia; y obtuvo el ascenso.
Por su parte, el torneo de la Asociación Argentina fue ganado por All Boys.

## Ascensos y descensos
| Pos. | Ascendidos a Primera División 1922 |
| ---- | ---------------------------------- |
| 1.°  | Palermo                            |

| Pos.  | Ascendidos de Segunda División 1921 |
| ----- | ----------------------------------- |
| 1.°   | Villa Crespo                        |
| ZO    | Rañó                                |
| Prom. | Charley                             |
| Prom. | Hamilton                            |
| Prom. | Leandro N. Alem (M)                 |

| Afiliados          |
| ------------------ |
| Honor y Patria (B) |
| Zonda              |

| Descendidos de Primera División 1921 |
| ------------------------------------ |
| No hubo                              |

| Desafiliados |
| ------------ |
| Victoria     |

El número de equipos aumentó a 17.

## Sistema de disputa
Los participantes se enfrentaron bajo el sistema de todos contra todos a dos ruedas.

### Ascenso
El ganador se consagró campeón y obtuvo el ascenso.

### Descensos
Fueron anulados durante el transcurso del torneo.

## Tabla de posiciones
| Pos. | Equipo                 | Pts. | J  | G  | E | P  |
| ---- | ---------------------- | ---- | -- | -- | - | -- |
| 1.°  | Argentino del Sud      | 58   | 32 | 28 | 2 | 2  |
| 2.°  | Villa Ballester        | 57   | 32 | 27 | 3 | 2  |
| 3.°  | Liberal Argentino      | 52   | 32 | 22 | 8 | 2  |
| 4.°  | Excursionistas         | 50   | 32 | 22 | 6 | 4  |
| 5.°  | Talleres               | 39   | 32 | 18 | 3 | 11 |
| 6.°  | Honor y Patria (B)     | 38   | 32 | 15 | 8 | 9  |
| 7.°  | Gimnasia y Esgrima (L) | 32   | 32 | 15 | 2 | 15 |
| 8.°  | Villa Crespo           | 32   | 32 | 13 | 6 | 13 |
| 9.°  | Boedo                  | 28   | 32 | 11 | 6 | 15 |
| 10.° | Rivadavia              | 26   | 32 | 10 | 6 | 16 |
| 11.° | Estudiantes de Bernal  | 26   | 32 | 11 | 4 | 17 |
| 12.° | Rañó                   | 25   | 32 | 9  | 7 | 16 |
| 13.° | Wilde                  | 24   | 32 | 10 | 4 | 18 |
| 14.° | Zonda                  | 15   | 32 | 5  | 5 | 22 |
| 15.° | Hamilton               | 14   | 32 | 6  | 2 | 24 |
| 16.° | Charley                | 13   | 32 | 5  | 3 | 24 |
| 17.° | Leandro N. Alem (M)    | 10   | 32 | 4  | 2 | 26 |

|  | Campeón. Ascendió a Primera División. |

## Copa Campeonato
La Copa Campeonato de División Intermedia fue disputada por el ganador del Campeonato de División Intermedia y por el ganador del Torneo de Reservas de la Primera División.
|  | Argentino del Sud | vs. | San Lorenzo de Almagro (II) |  |  |

|                                       |
|                                       |
| Campeón Argentino del Sud 1.er título |